# NAnt
NAnt est un logiciel libre disponible gratuitement qui permet de compiler des sources en C# et Visual Basic pour la plate-forme .NET. Cet outil ressemble beaucoup à Ant.